# Pawieł Smirnow (funkcjonariusz)
Pawieł Pietrowicz Smirnow (ros. Павел Петрович Смирнов, ur. 1896 we wsi Gusiewo w guberni moskiewskiej, zm. w grudniu 1983 w Moskwie) – funkcjonariusz radzieckich służb specjalnych, generał major.

## Życiorys
Uczył się w szkole wiejskiej i później na wieczorowym fakultecie robotniczym (rabfaku), pracował jako zecer w drukarni w Moskwie, Rydze i Tule, od sierpnia 1915 służył w rosyjskiej armii w Tambowie, od maja do grudnia 1917 uczestniczył w I wojnie światowej w walkach na Łotwie. Od kwietnia 1918 do maja 1925 służył w Armii Czerwonej, od lipca 1918 należał do RKP(b), od maja 1925 do września 1934 służył w wojskach konwojowych m.in. jako szef Zarządu Zaopatrzenia Wojsk Konwojowych w Moskwie od grudnia 1929 do września 1934. We wrześniu 1934 przeszedł do wojsk konwojowych NKWD ZSRR, od października 1935 pracował w organach NKWD ZSRR, od 3 lipca 1938 do 28 lutego 1941 był pomocnikiem szefa, a od 28 lutego do 13 sierpnia 1941 zastępcą szefa Zarządu Administracyjno-Gospodarczego NKWD ZSRR. Od 13 sierpnia 1941 do 20 stycznia 1943 był zastępcą szefa Zarządu Gospodarczego NKWD ZSRR, od 20 stycznia do 7 maja 1943 pomocnikiem szefa Zarządu NKWD obwodu uljanowskiego, a od 18 maja 1943 do 3 października 1946 szefem Finansowego Zarządu Administracyjno-Gospodarczego NKGB\MGB ZSRR. Od 3 października 2946 do 14 lutego 1952 był szefem Zarządu Gospodarczego MGB ZSRR, a od 14 marca 1952 do 14 marca 1953 p.o. szefa Zarządu Administracyjno-Gospodarczego MGB ZSRR, następnie został zwolniony ze służby.

## Awanse
- Intendent 2 rangi (23 lutego 1938)
- Major bezpieczeństwa państwowego (3 grudnia 1941)
- Pułkownik bezpieczeństwa państwowego (14 lutego 1943)
- Komisarz bezpieczeństwa państwowego (19 listopada 1943)
- Generał major (9 lipca 1945, zdegradowany 3 stycznia 1955)

## Odznaczenia
- Order Lenina (21 lutego 1945)
- Order Czerwonego Sztandaru (dwukrotnie - 3 listopada 1944 i 25 lipca 1949)
- Order Czerwonej Gwiazdy (dwukrotnie - 20 września 1943 i 28 października 1967)
- Odznaka "50 lat członkostwa w KPZR" (23 marca 1982)

I 6 medali.